# 翼
翼（つばさ）は、鳥や航空機などの飛翔体が備え、空気中での飛行のために使用される構造。さらに広義の用法もある。文脈によっては「ヨク」とも読む。

## 語彙

### 「つばさ」と「はね」
日本語では、「鳥の翼」（英語: wing）を表す言葉には「つばさ（翼）」「はね（羽）」の2語があり、いずれも万葉集より用例がある。
「つばさ」がもっぱら「鳥の翼」の意味であったのに対し、「はね」はより広い語義をもち、「昆虫の翅」を指すのにも用いられる。さらに、「矢羽根」「赤い羽根」「羽根ペン」というように、「羽根」と書けば 英語: feather の意味になる。英単語 feather 「羽根」がギリシア語 pteron「翼」と同じ語源をもち、古くは複数形で「翼」を意味したことからも分かるように、「翼」と「羽根」とは互いに距離の近い概念であると言える。
漢字「羽」は羽根2枚、または双翼を並べた象形字、「翼」はそれに音符を加えたものである。

### 流体力学
20世紀に入ると飛行機が登場し、「飛行機の翼」という概念が生まれると共に、流体力学などの新しい学問分野が発展し、「翼」という言葉も新しい定義を得ることとなった。 その定義とはおおむね、「流体との相互作用によって効率よく揚力を得られるような形状をした物体」というものである。
またこの定義から、この語は、飛行機の翼以外にも多様なものを指しうる。
- 水中翼船の水中翼なども翼の一種である。
- レーシングカー等に取り付けられるウイングは、上下を逆にした翼であり、車体を地面に押し付けるために下向きの揚力（ダウンフォース）を発生させるものである。
- 帆の一形態である縦帆は、水平方向の揚力を得る翼であると考えることができる。
- プロペラやローターなどの「回転翼」も翼の一種である。産業用の圧縮機や風力原動機[3]のブレードなども回転翼として理解することができる。

なお、こうした用法における「翼」の字は、音読みで「ヨク」と読まれることが多い。

### その他の用法
転義として、一般に、中央に位置する中心的な構造から左右に張り出したような構造を称して「翼」（ヨク）と呼んだり、また「ウイング」などとも呼ぶ。思想的立場を意味する「左翼」「右翼」の語は、革命期フランスの議会における、左右に分かれた議員席をそう呼んだことに由来するという。建築物の例としては、宇治平等院鳳凰堂の「翼廊」や、羽田空港（ビッグバード）の棟名「ウィング」などを挙げることができる。

## 生物

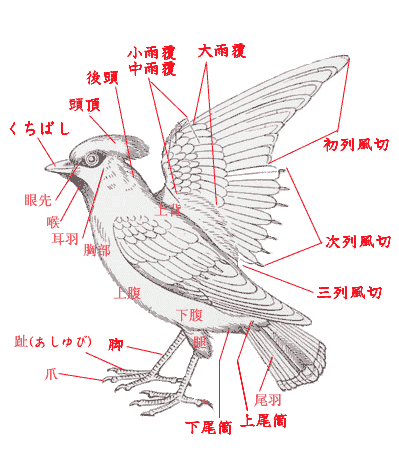
鳥類の翼では、部位に応じて各種の機能を担う、様々な形状の羽毛が発達している。

生物学などの分野において特に厳密な「翼」の定義がある訳ではないが、一般的な用法でいえば、翼を持つ生物は以下の４種類である

### 翼竜
中生代になると脊椎動物にも羽ばたき飛翔を行う翼の持ち主が現れた。現在のところ、三畳紀中ごろの翼竜がそのさきがけであったと考えられている。、比較的横に長く、膜状の翼だったと考えられている。補強のないただの膜だったという見方と、すじ状の補強がなされたものだったという見方とがある。後縁付け根の付着部位についても諸説ある。

### 鳥類
羽毛をまとった翼を持ち、翼を使って翔ぶために骨の中を空洞にしたり、おおきな大胸筋を持ったりと、様々な進化を遂げてきた。例外としてペンギンやエミュー、ダチョウなど、空を飛ばないものもいる。ジュラ紀頃になると、恐竜の系統の一部から、鳥が生まれた。とはいえ、羽毛が化石に残りにくいこともあり、恐竜-鳥系統の進化の中で羽ばたき飛翔がいつ、どのように始まり、翼の進化がどのような過程を踏んできたのかについては、あまりよく分かっていない。

### コウモリ
他の哺乳類と同じように指の骨の構造を持ち、その間に皮膜を張ることで翼を形成している。最後に登場した羽ばたき飛翔を行う生物は哺乳類のコウモリであり、新生代の第三紀のことであったと考えられている。

### 昆虫
昆虫の翼は一般的に翅と呼ばれるが、それを持つ目的は他の生物とおおよそ同じであり、外骨格が変化してできたキチン質でできている。翼の羽ばたきによる飛翔を最初に行った生物は古生代の昆虫であり、この能力の獲得が昆虫の今日の繁栄の1つの要因であったと考えられている。昆虫は、羽ばたきによる飛翔能力を獲得した唯一の無脊椎動物である。

### その他
以上のような一般的な用法にこだわらず、航空機的な「翼」の意味を流用するなら、グライダーのように滑空する能力をもつ様々な生物が視野に入ってくる。
羽ばたいて上昇したり長距離を航続する能力は彼らにはないが、中には高度差の4〜5倍の距離を滑空するものもいる。
様々なアプローチのものが知られている。
- ムササビ、モモンガ、フクロモモンガ、ヒヨケザル

四肢の間などに発達した皮膜の“翼”を持つ。
- トビトカゲ

肋骨が横に伸び、体幹から大きく突き出した形になり、そこに皮膜が発達する。普段は折り畳まれている。現生脊椎動物のなかで四肢から独立した“翼”をもつ唯一の生物である。
- トビヤモリ

トビトカゲほど発達しないが肋骨が広がり翼の役割を果たす。
- ロンギスクアマ

化石種。発達した胴体の複数の鱗が翼の役割を果たした。
- トビヘビ

肋骨を広げ体を扁平にし、全身をS字形にすることで、ほぼ全身を翼として使う。当然、四肢はなく、絶滅もしていないので、四肢を翼の前後につけて滑空するトビトカゲが、四肢から独立した翼をもつ唯一の原生脊椎動物ではない。
- トビガエル

四肢の指が長く、そこに発達した“水かき”を使って滑空する。（樹上生であり、遊泳はしない）
- トビウオ

胸びれ、腹びれ、尾びれが発達し、翼の役を果たす。
- トビイカ

“先尾翼（カナード）”を備えるとともに、脚と粘液とで楕円平面形の“翼”を形成。
- 植物

一部の植物の果実には、動的揚力を利用して移動距離を稼いでいるものがあり、翼果と呼ばれる。ほとんどは一種の回転翼であり、カエデの種子が有名。特徴的なのはボルネオ島の森林に生えるハネフクベ（Zanonia Macrocarpa; ウリ科）で、これは左右対称な、無尾翼のグライダーである。
さらに意味を広げるなら、水生生物の多くに見られる「鰭」（ひれ）もまた、流体力学的な意味で「翼」であると言えなくもない。とはいえこれら生物が滑空や遊泳のために発達させた器官は第一義的には「皮膜」であり「鰭」なのであって、これらを「翼」と呼ぶことは一般的ではない。
- アメリカモモンガ
- トビトカゲ （翼を半分ほど展開した状態）
- トビガエル
- トビウオ
- 翼果のいろいろ
- スズメの左翼
- ハネフクベの翼果

## 航空機

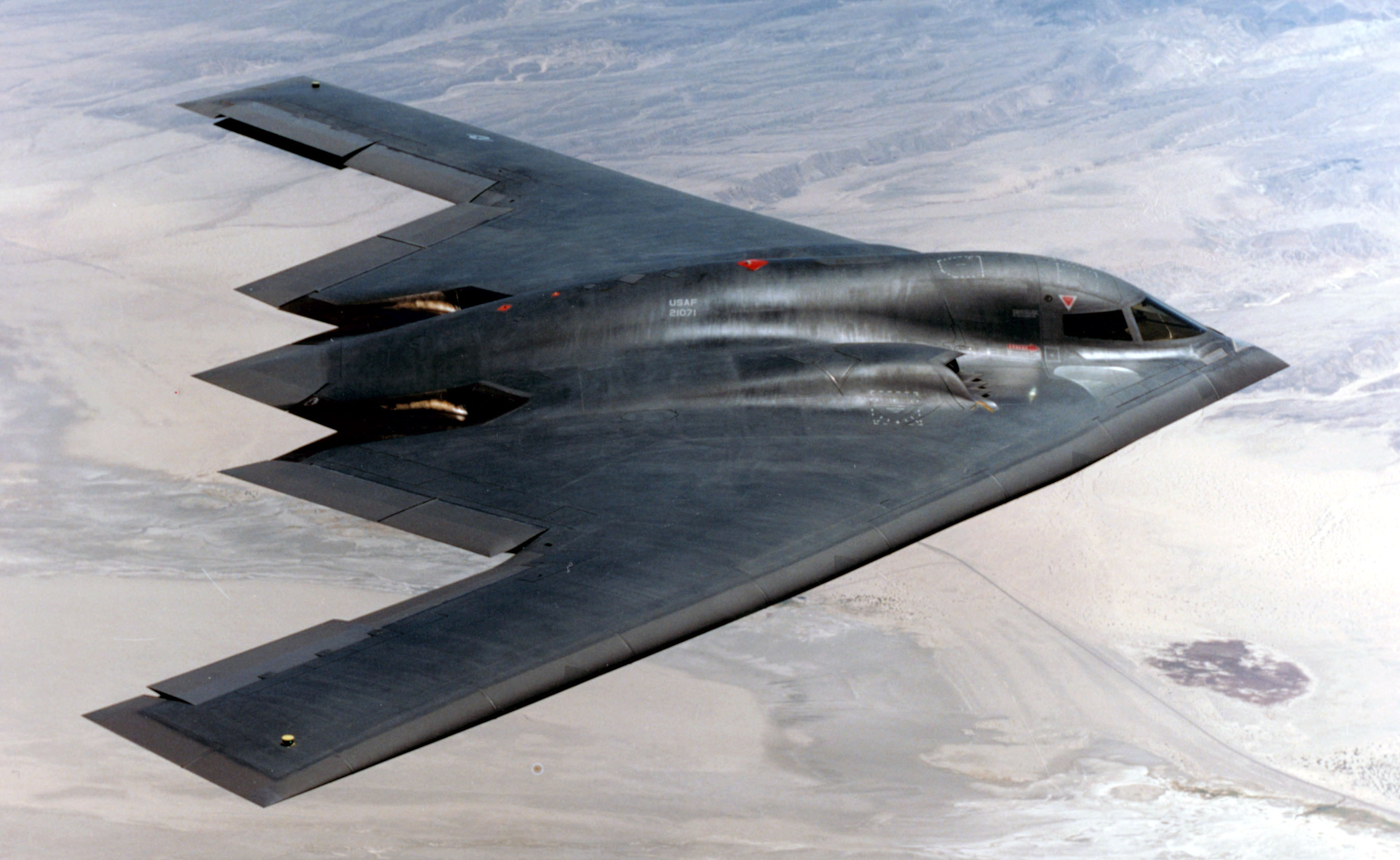
B-2は水平尾翼も垂直尾翼も持たない無尾翼機（全翼機とも）。ジェットエンジンも翼に内蔵している（手前の膨らみ）。

航空機、特に浮力でなく動的揚力を利用して飛行する重航空機にとって、翼はエンジン以上に重要な必須の装備品である（たとえば、グライダーにはエンジンがないが、翼はある）。固定翼やプロペラの翼の断面の形状、ならびに推力を持った飛行機を完成させたのは、いずれも飛行機を初めて実際に飛ばせたアメリカのライト兄弟であるといわれる。歴史的経緯についての詳細は航空史や飛行機の歴史などを参照。
高揚力装置揚力の大きさは飛行速度の 2 乗に比例する（揚力参照）ため、低速とならざるを得ない離着陸時には飛行速度を上げる以外の方法で充分な揚力を確保する必要がある。このために使用されるフラップなどの装置は高揚力装置と呼ばれる。詳しくはリンク先を参照。
翼の構造航空機の翼構造は、胴体など他の部分の構造と同様、時代とともに変化してきている。詳しくは飛行機#主翼などを参照。

### 構造

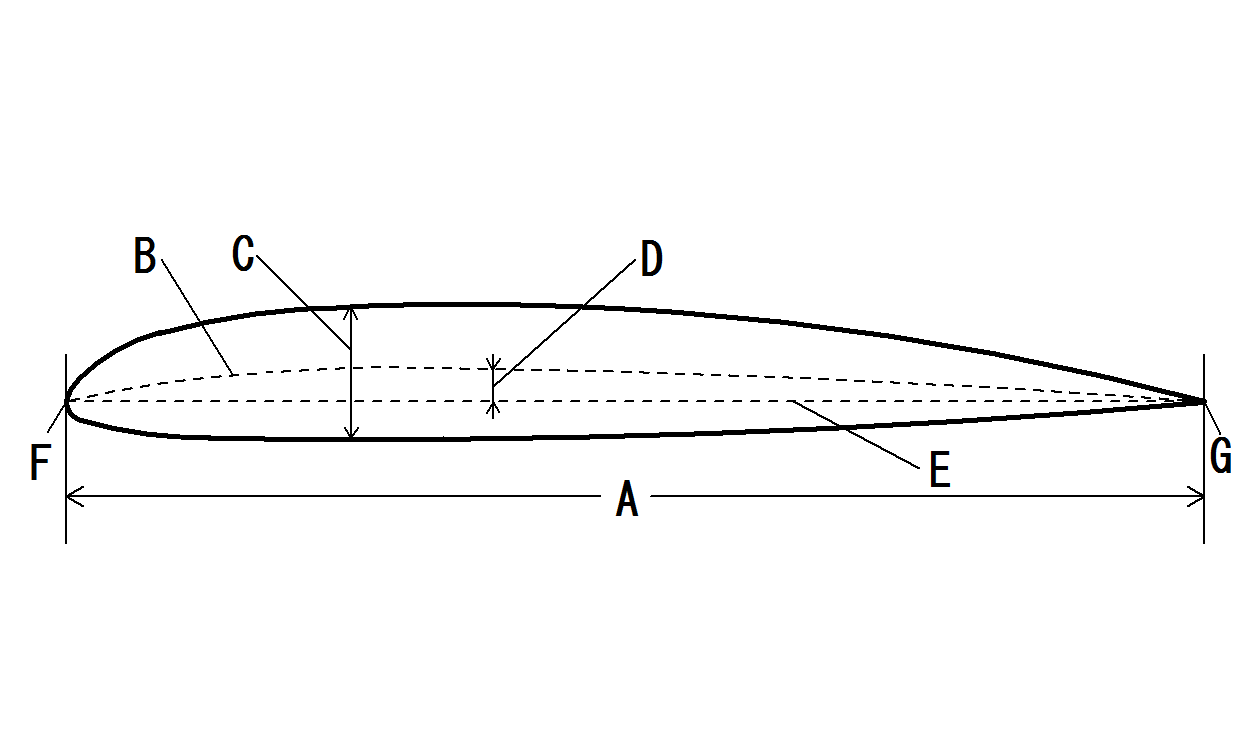
主翼の翼型のモデルと各部の名称。A翼弦長、B中心線、C最大翼厚、D最大キャンパ、E翼弦線、F前縁、G後縁。

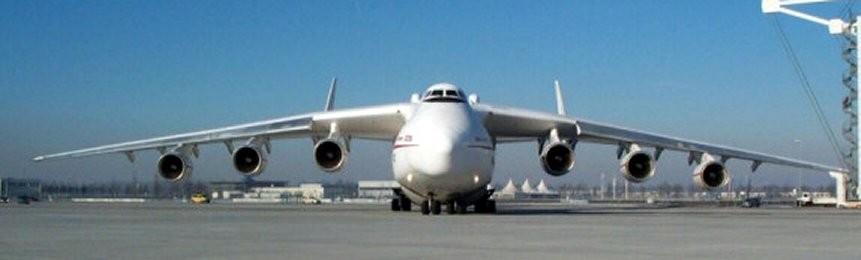
An-225の主翼には下反角が付けられている。

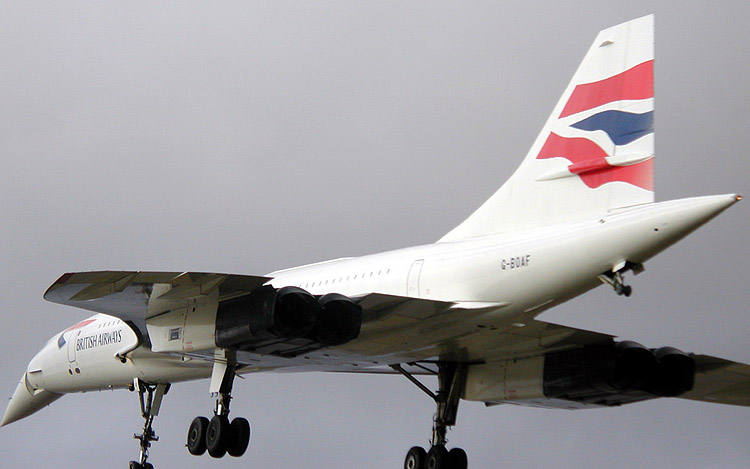
超音速での巡航が要求されたため、コンコルドの主翼は薄かった。

- 前縁（ぜんえん）

翼の前側のふち。しばしば英語の Leading Edge から LE とも表記される。
- 後縁（こうえん）

翼の後ろ側のふち。しばしば英語の Trailing Edge から TE とも表記される。
- 翼弦線（よくげんせん）

コードライン (chord line) とも言い。前縁と後縁を結んだ直線のことである。この部分の長さは翼弦長あるいはコード長といい（単に「翼弦」で長さについていうこともある）、数式では c や l などと表記される。
- 翼型（よくがた） : 翼を翼弦に沿って縦に切った断面のこと。エアフォイル (airfoil/aerofoil)、翼断面とも。流れの性質（速度・粘性など）に応じて様々なかたちが存在し、翼の性能を大きく特徴づける重要な要素。
- 中心線

翼の上面と下面から等しい距離にある点を前縁から後縁まで繋いだ線。
- キャンバー

中心線の反りの大きさを表すもので、分かりやすく言えば中心線と翼弦線の差を表す。一般的にキャンバーというと最も差が大きい部分（最大キャンバー）を指すことが多い、最大キャンバーを翼弦長で割り百分率（％）に直して表示する。最大キャンパーの位置は、前縁から翼弦長の15-40％前後が多く、また、キャンバーがある場合、迎角が0度の状態でも揚力を発生する。またキャンバーが0の翼型を対称翼という。
- 翼厚

翼の最大の厚さを翼厚といい、最大翼厚を翼弦長で割り百分率（％）に直してから、最大翼厚比として表示する。最大翼厚の位置は、一般翼においては前縁から翼弦長の20％前後が多く、高速機に使用されている層流翼においては40％まで下げて抗力を少なくしている。
- 前縁半径（ぜんえんはんけい）

翼の前縁の丸味の半径のこと。同じ翼厚でも、前縁半径が大きいほど揚力係数が大きくなり、翼上面の気流が翼から離れる剥離が起きにくくなる。逆に前縁半径が小さいと剥離が早く起きるようになる。
- 翼端（よくたん） : 翼の先端部分でウィングチップ (Wing tip)とも呼ばれる。翼端にはウィングレットなどさまざまな形状がある。
- 翼付根（よくつけね） : 翼付け根、翼根とも呼ばれ、航空機胴体に最も近い翼の部分。翼付根は航空機を介して最大の曲げ力を受ける。
- 翼幅（よくふく） : 翼の横幅の長さ。スパン (span)、ウィングスパンとも。回転翼の場合、ブレード一枚の長さ。数式では b と表記されることが多い。
- 翼平面形（よくへいめんけい） : 翼を真上から見たときの形。単に平面形とも。テーパ（先細）だったり、楕円形だったり、後退角が付いていたりする。この形状が翼の特性を大きく左右する。詳しくはリンク先を参照。
- 翼面積

翼平面形の面積。投影面積とも。翼を平面に投影したときの最大投影面積を翼面積とする。胴体と重なる部分も含めて考える。数式では S で表されることが多い。
- アスペクト比 : 一般には長方形の縦と横の長さの比のこと。細長比あるいはアスペクトレシオとも。翼の場合、（翼幅）2÷翼面積という無次元数で表す。例えば、ムササビは 1〜2、ボーイング 747-400 は約 8、ワタリアホウドリは 15 程度である。アスペクト比が大きいほど、後述する揚抗比が大きくなり。翼に発生する誘導抗力が小さくなる。例えば長距離の洋上飛行を要求される海鳥は、一般に陸の鳥よりも細長い翼を持つ。数式では AR や A などと表記される。
- テーパー比

翼中央部の翼弦長と翼端部の翼弦長の比率。一般的にλ（ラムダ）で表される。
- 迎角（げいかく）

迎え角（むかえかく）、AoA（えーおーえー、Angle of Attack）とも。翼弦線（コードライン）と流れのなす角度。数式では α（アルファ）と表記されることが多い。揚力の大きさは概ね迎え角に比例して増大する。飛行機の胴体線と翼弦線のなす角である「取付け角 (angle of incidence)」 、進行方向となす角度とは必ずしも一致しない。
- 上反角（じょうはんかく）

水平面から斜め上に突き出すように取りつけられた翼の場合に、水平面と翼とがなす角。簡単に言うと、翼がバンザイしている角度。飛行の安定性に関わる要素で簡単に言えば、上反角をつけるとバンクを戻す方向に力が働く。即ち、外力による乱れに対して姿勢を元に戻す復元力が働く。（ただし上反角をつけすぎると、復元力がバンク角を超えてしまい、結果として機体を反対へ倒そうとする力が働き、却って不安定となる。また、方向安定性が弱い場合だと、ダッチロールと呼ばれる蛇行運動を起す。その場合、上反角を減らしたり逆に下反角をつけたり、または尾翼の見直し等の設計調査を行う）
- 下反角（かはんかく、げはんかく）

水平面から斜め下に突き出すように取り付けられた翼の場合に、水平面と翼とがなす角。下反角をつけると安定性が低くなるため、古くはタブーとされたが、主翼に大きい後退角がある高速ジェット機では後退角による復元力が大きすぎ、下反角をつけて調整する場合がある。特に安定性よりも自在に飛行することが重要である戦闘機は下反角が付けられているものがある。

### 性能
- レイノルズ数

物体にとってのまわりの流れの粘りけを示す無次元数。流体の粘性・翼の大きさ・流れの速度によって決まり、翼の性能に大きく影響する非常に重要なパラメター。普通は桁単位で表現する。数式では R や Re と表記されることが多い。
- 揚力

翼に生じる空気力のうち、流れと垂直な成分。数式では L と表記されることが多い。
- 抗力

翼に生じる空気力のうち、流れと平行な成分。数式では D と表記されることが多い。
- 揚抗比

揚力÷抗力 (L/D) あるいは 揚力係数÷抗力係数 (CL/CD) で表される無次元数。翼の性能を特徴付ける重要な値。簡単に言うと、揚抗比の大きな翼は、性能が良いといえる。ただし、揚力や抗力は速度や迎え角などによって変化するため、1つの翼でも状態によって変化する。翼だけについてでなく、航空機や鳥など飛翔体全体についても言うことがある
- 翼面荷重

機体重量を翼面積で割った値。つまり翼（の単位面積あたり）が支えるべき重量を示す。
- 失速

翼（特に上面）から流れが剥離する現象。ストール (stall) とも。失速状態に陥ると抗力が増大し、揚抗比が小さくなり、また気流の乱れによって安定性が悪化する。失速警報が鳴る。

### 翼理論

#### 基本
自家用小型機のような低亜音速機の翼は一般に以下のような断面形状（翼型）をしている：
1. 前縁は丸く、前縁から 1/3 程度の所で最大の厚みになり、後縁が鋭利な細長い涙滴形状
2. 断面の上下中間を結ぶ線が円弧状

これに似た翼型を持つものが翼と呼ばれたり、このような形状を指して「翼状」などと言うことが多い。しかしながら、現実には使用される流れの性質（速度・粘性など）によって断面形状は様々なものがある。
一様な流れに対して少しだけ傾けて翼を置くと、翼周りの流れは傾けた側に凸となり、翼後縁から滑らかに流れ去る。これは流体が持つ内部摩擦性（粘性）によって生ずる。そして、翼周りの流れの曲がりは、これを維持するための向心力が求められ、これは翼表面の圧力分布として現れる。この翼表面の圧力分布の一様流れに垂直な成分のみ翼全体で積分すると、揚力が求められる。また、圧力が低い翼面側では流れは吸い込まれて早くなり、圧力の高い翼面側では流れが押し戻されて遅くなる。
以上のことを応用すると、翼周りの流れの様子を調べるには翼表面の圧力を測定さえすれば、ベルヌーイの法則により翼周りの流速を求めることができる。
飛行機などの固定翼機は、翼を備えた機体全体が前進し、翼に風を受けることで揚力を得る。滑空中の鳥なども同じ。詳しい揚力発生の原理、揚力と抗力の関係などについては揚力や抗力を参照。

#### 2次元翼
均一な翼型（どこを切っても同じ断面形）で、翼幅が無限大の翼を考え、この翼についての流れを議論することがある。このような翼を2次元翼と呼ぶ。翼型の形状のみに注目してその特性だけを議論したいときに想定する。必ずしも空想上の翼という訳ではなく、例えば、風洞で翼型を試験するという場合、均一な翼型を持つ翼の模型を風洞内の全幅にわたって（壁から壁へと）取り付け、中央付近では翼幅の影響を無視でき、2次元翼と見なせるとして取り扱ったりする。

#### 3次元翼
現実に使用される翼は長さが有限である。翼平面形や上下方向の変化（上反角）などが問題となってくる。更に翼幅方向に翼型が変化することも珍しくない。このように翼型（翼断面）という2次元（平面）以外の要素も考慮するときの翼を3次元翼と呼ぶ。

#### 回転翼

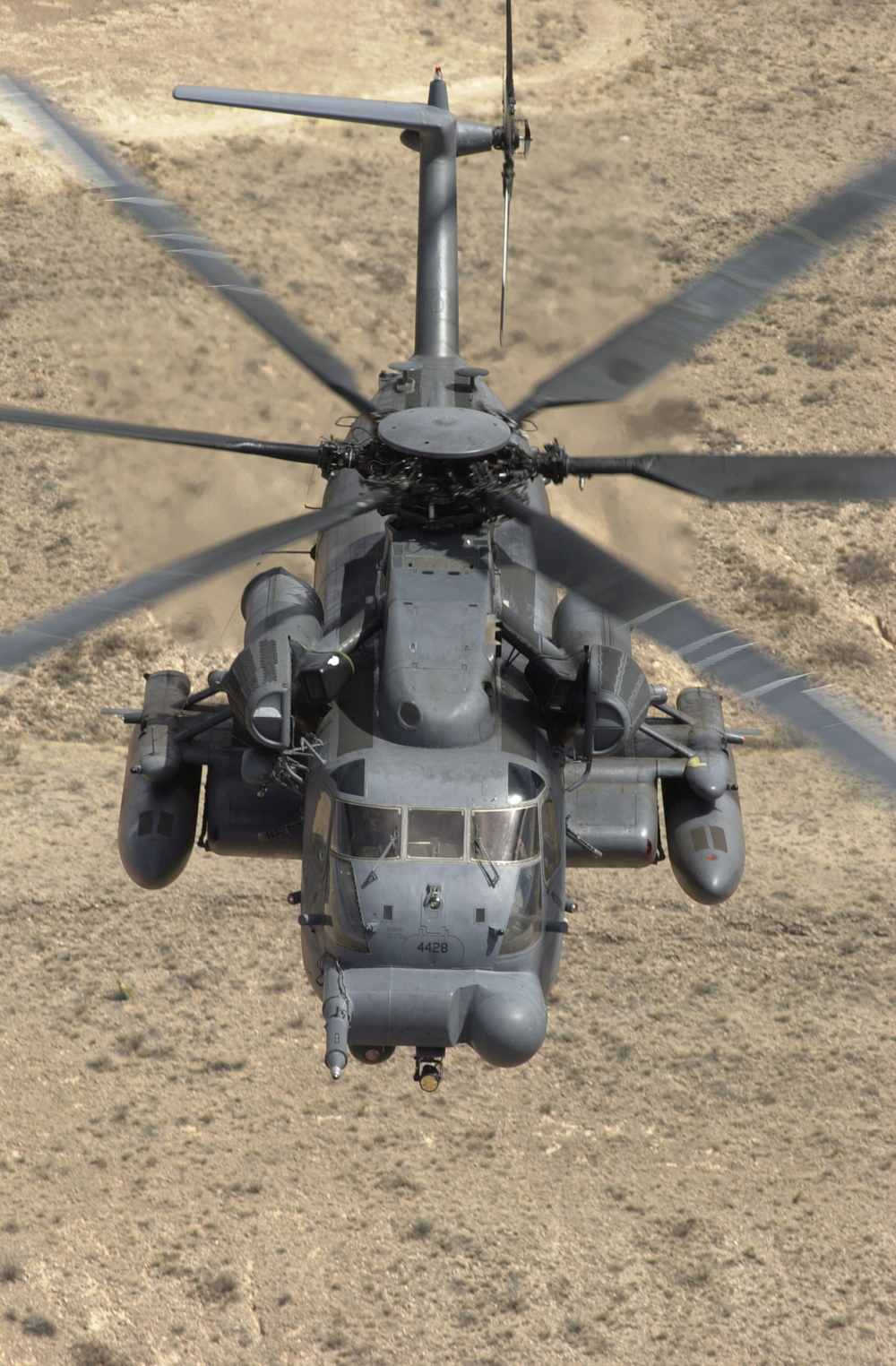
ヘリコプターのローターも揚力発生原理自体は同じ。写真はMH-53。

ある軸を中心に回転して相対速度を得る翼を回転翼という。揚力を発生する原理そのものは固定翼と変わらないが、翼自体が回転することで（も）周囲の流体との相対速度を得られる（すなわち、揚力を得られる）という点が異なる。
一般に回転翼と呼ばれるものは、回転軸が細長い翼状物体の一端にあるもので、ヘリコプターのローター・飛行機や船のプロペラ・カエデの種子などのようなものを指す。この場合、回転軸側と先端側で流れの速度に差ができ揚力の差となるため、揚力差の軽減を目的に、ねじりを付ける・位置によって翼型を変えるといった対策が採られることが多い。詳しくはプロペラ・ローター・タービンを参照。
一方、このような円盤面内運動でなく水車のような回転をする翼も存在する。こうしたものは、あまり回転翼とは呼ばれることはない。

## 文化

### 神話・宗教における翼

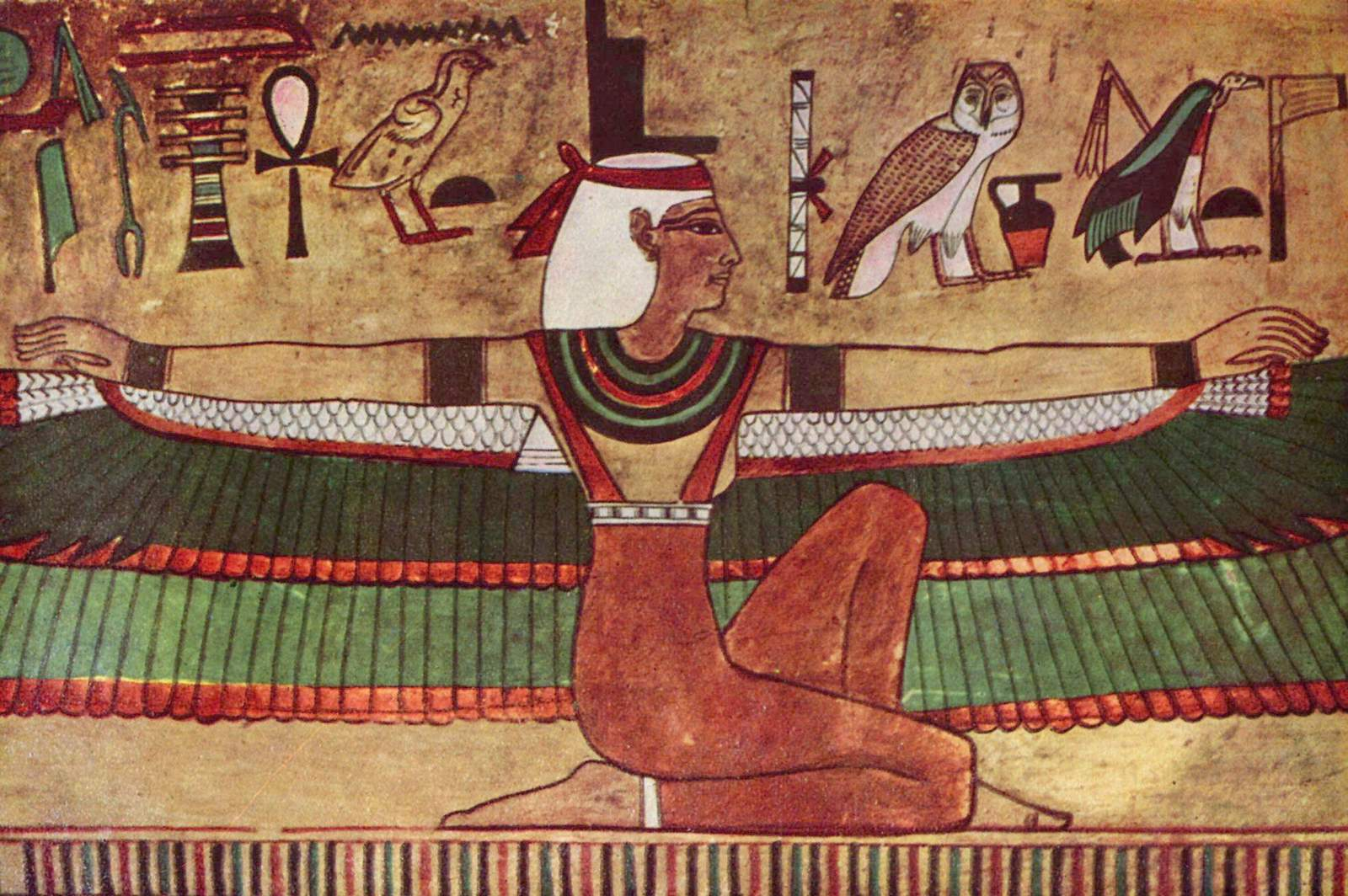
イシス神（紀元前14世紀、エジプト）
ペルセポリスに遺るゾロアスター教のシンボル Faravahar（紀元前6世紀?）
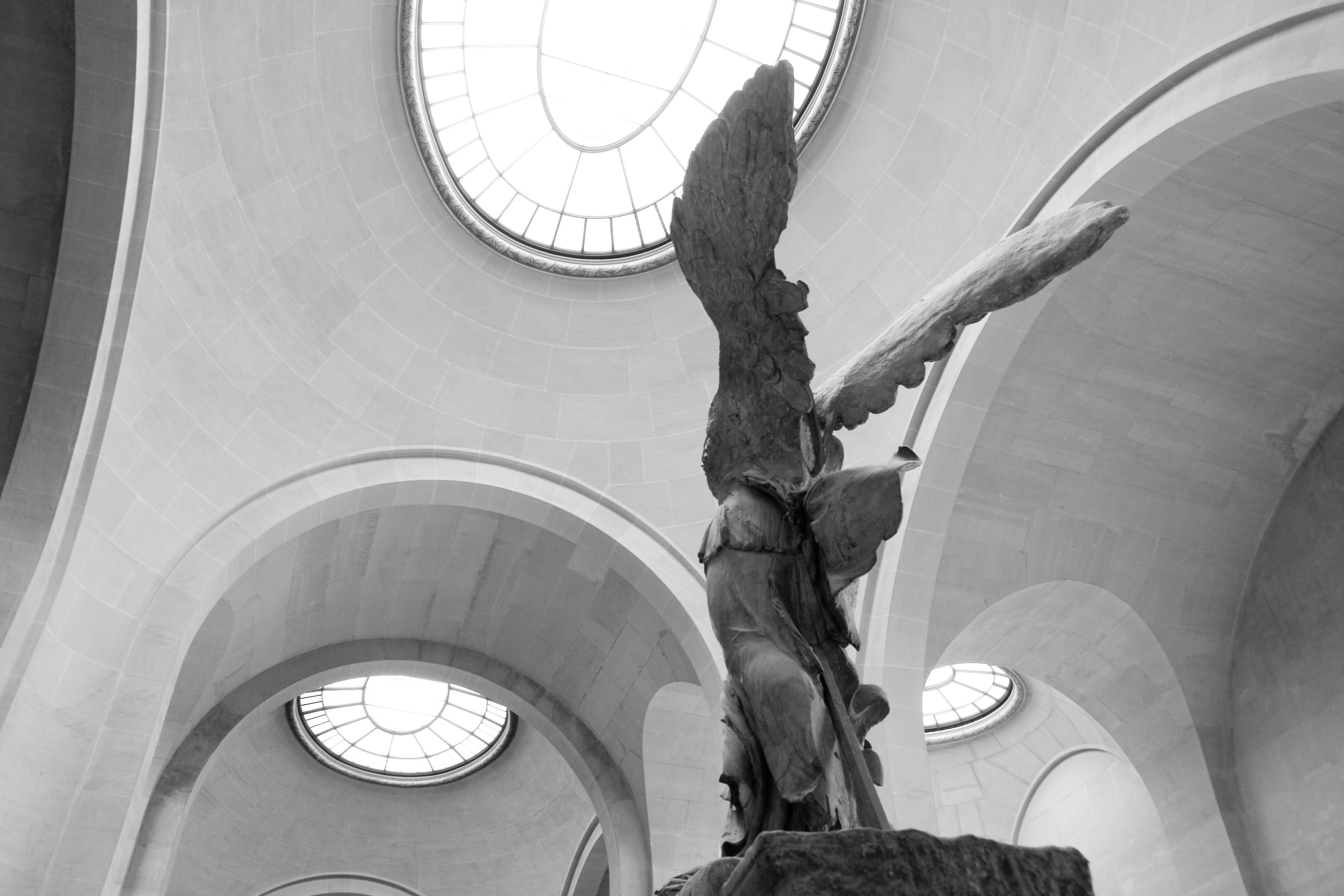
サモトラケのニーケー像（c.190 BC）
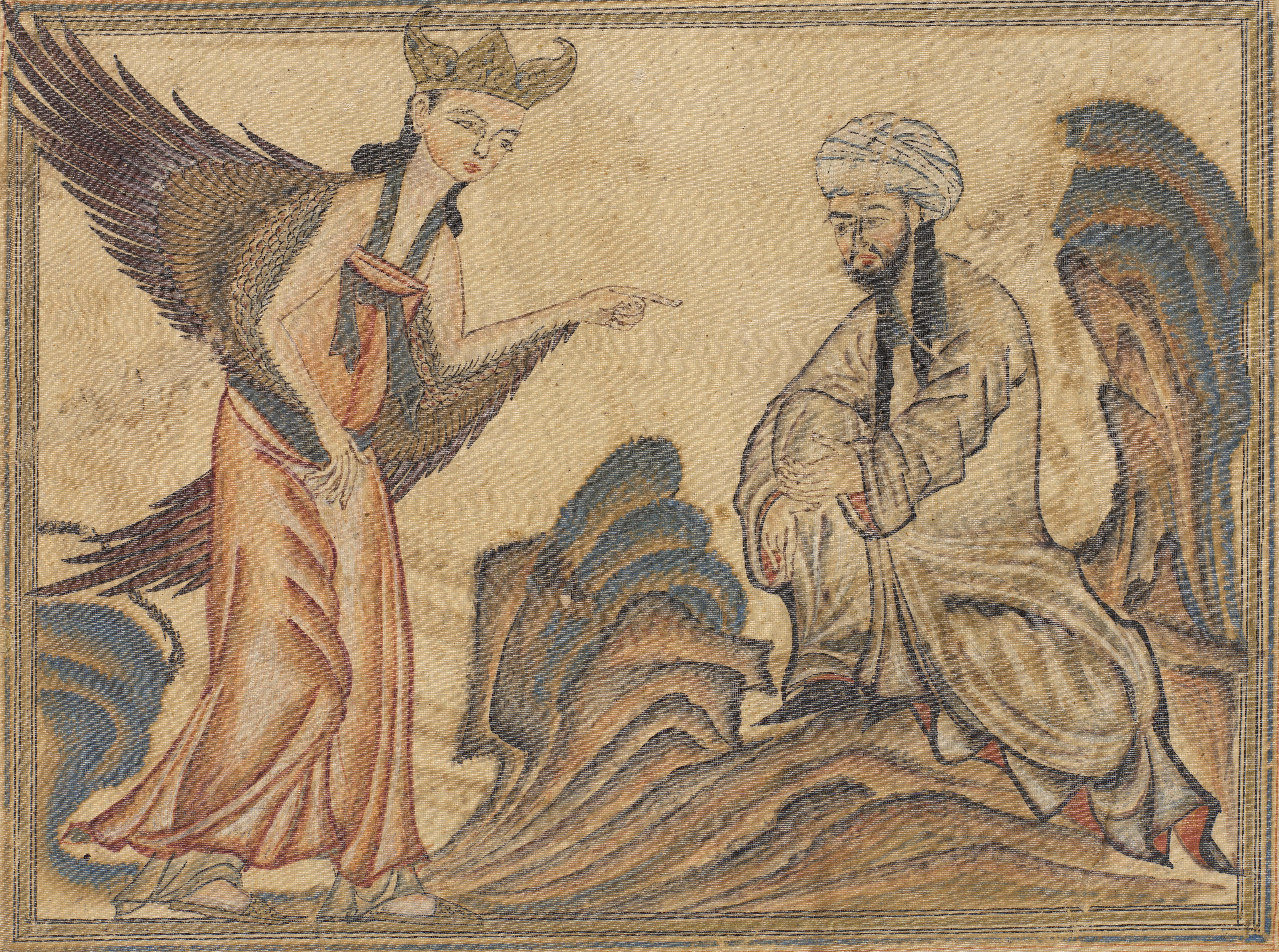
ムハンマドに天啓を与える天使ジブリール（ガブリエル）（1307）
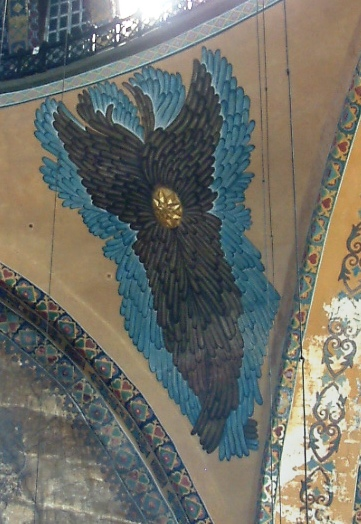
アヤ・ソフィア内壁に復元された熾天使。6枚の翼だけで表現されている。（14世紀）
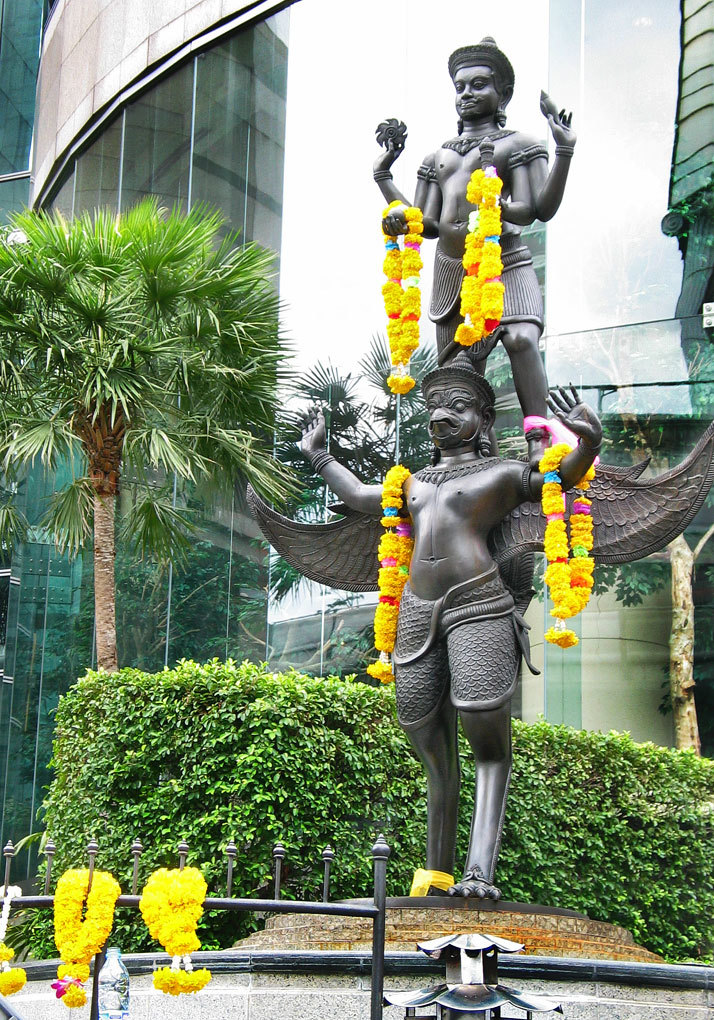
ビシュヌ神の乗り物、ガルダ
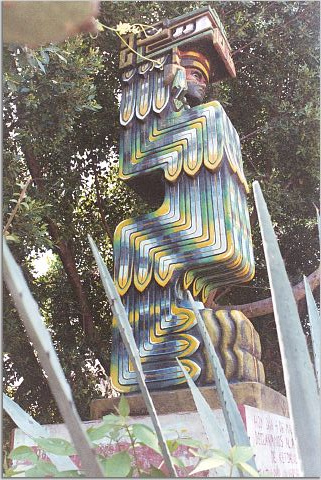
アステカの有翼蛇神ケツァルコアトル

### 自由の象徴としての翼
白いハトとオリーブ

ハト

キリスト教のノアの箱舟が起源であるとされ国際的にも平和の象徴であるとともに、自由の象徴であるともされている。現代のオリンピックでも開会式でハトを飛ばすことが通例となってるが、1900年のパリ大会では鳩撃ちという競技があったり、1988年のソウル大会では開会式の聖火式で誤って鳩を放してしまい、聖火台の火と一緒に燃えるなどの事故もあった。しかし、国連が定めたSDGs勲章の「平和と公正をすべての人に」では、ハトとガベルをかたどったデザインとなっており、すべての人は法の下では平等であり公正であることを示している。

平和と公正をすべての人に

## スポーツ
- ハンググライダー
- パラグライダー
- カイトサーフィン